# Hornia neomexicana
Hornia neomexicana là một loài bọ cánh cứng trong họ Meloidae. Loài này được Cockerell miêu tả khoa học năm 1899.